# 新宿松竹文化演芸場
新宿松竹文化演芸場（しんじゅくしょうちくぶんかえんげいじょう）は、東京新宿角筈にあった演芸場。松竹傍系の松竹第一興行が経営していた。落語定席ではなく、軽演劇と色物芸人（落語家以外の演芸人の通称）主体の興行を行っていた。

## 概要
新宿松竹会館（東京都新宿区新宿3-15）の地下に位置した演芸場。座席数365席。石井均一座の常打ち劇場であり、若き日の立川談志（当時柳家小ゑん。落語ではなく漫談を演じていた。）や東京に進出した漫画トリオらが腕を磨いた。また野末陳平も野坂昭如と漫才コンビ（「黒メガネ漫才」）を結成して出演したことがある。

## 沿革
- 1958年10月28日　開場。
- 1962年8月12日　閉館。

## 定紋
松竹マークの下に花（？）を象った紋様を重ね、その紋様下部には白抜き文字で「SHINJUKU」とローマ字が書かれていた。

## 備考
- 閉館後隣接する映画館（新宿名画座・新宿スター座の2館）と合併した大改装を行い、上階にあった新宿松竹が移転して映画館になった[2]。しかし、この映画館もまた新宿松竹・新宿ピカデリー2（1999年6月より新宿ピカデリー2・3に改称）に再分割されたが、2006年5月14日に閉館。現在は跡地にシネマコンプレックスの新宿ピカデリーが立地している。
- 支配人をつとめていた磯野勉は後に芸能プロダクション・太田プロダクションを興し、てんぷくトリオやツービートを輩出。現在もダチョウ倶楽部等多くの人気タレントを抱えている。